# コルキス (小惑星)
コルキス (1135 Colchis) は小惑星帯に位置する小惑星である。1929年10月3日にソ連の天文学者グリゴリー・ネウイミンがSimeiz天文台で発見し、ジョージアに紀元前6世紀から栄えたコルキス王国に因んで命名された。